# Daniel Lascău
Florin Daniel Lascau (ur. 15 maja 1969 w Oradei) – niemiecki judoka. Olimpijczyk z Barcelony 1992, gdzie zajął 34. miejsce w wadze półśredniej.
Triumfator mistrzostw świata w 1991. Startował w Pucharze Świata w 1992, 1994–1996 roku.

## Letnie Igrzyska Olimpijskie 1992
| Konkurencja | Rundy eliminacyjne    | Klas. końcowa |
| Konkurencja | Przeciwnik I          | Miejsce       |
| ----------- | --------------------- | ------------- |
| 78 kg       | Kim Byung-joo (KOR) P | 34.           |